# نبرد قفقاز
نبرد قفقاز (انگلیسی: Battle of the Caucasus) نامی است که به مجموعه ای از عملیات‌های نیروهای محور و شوروی در منطقه قفقاز در جبهه شرقی (جنگ جهانی دوم) از جنگ جهانی دوم داده شده‌است. در ۲۵ ژوئیه ۱۹۴۲، نیروهای آلمانی روستوف-نا-دونو، در روسیه را تصرف کردند. از این رو منطقه قفقاز در جنوب اتحاد جماهیر شوروی سوسیالیستی و میادین نفتی فراتر از مایکوپ گروزنی و در نهایت باکو، به روی آلمانی‌ها گشوده شد. دو روز قبل، آدولف هیتلر دستوری برای راه اندازی چنین عملیاتی در منطقه قفقاز صادر کرد که نام آن را عملیات ادلوایس گذاشت. نیروهای آلمانی در آن زمستان سخت آن سال مجبور شدند عملیات زحل کوچک که تهدید به قطع ارتباط شان با دیگر گردان های آنها می‌کرد را رها کرده، و از منطقه عقب‌نشینی کنند.